# Intel Core Ultra
Intel Core Ultra（インテル コア ウルトラ）は、2023年6月15日に発表されたインテルのクライアントPC用マイクロプロセッサ（CPU）、およびシステム・オン・チップ（SoC）のブランド（商標）である。従来のCore iシリーズの後継で、パフォーマンスと効率が向上し、NPUの搭載によりAI機能が強化している。
Intel Core UltraはCore Ultra 3、Core Ultra 5、Core Ultra 7、Core Ultra 9の4つのグレードがあり、これの下位（廉価）モデルとしてiがなくなった無印のCoreシリーズがある。

## 特徴
先代のIntel Coreシリーズと比較して次のような特徴を持つ。
- グラフィック性能2倍[2]。
- 消費電力25％削減[3][2]。
- AI機能の搭載[2]。Neural network Processing Unit（NPU）。
- ハイパースレッディング・テクノロジーの廃止（ただし、シリーズ1（モデルナンバー100番台）は例外的に採用）。

## コードネームの一覧
- Core Ultra シリーズ1（100番台）（2023年）
  - モバイル向け：Meteor Lake
- Core Ultra シリーズ2（200番台）（2024年）[4]
  - デスクトップパソコン、および大型ノートパソコン・ゲーミングノートパソコン向け：Arrow Lake
  - モバイル向け：Lunar Lake
- Core Ultra シリーズ3（300番台）（2025年）
  - デスクトップパソコン、および大型ノートパソコン・ゲーミングノートパソコン向け：Arrow Lake Refresh (未定)
  - モバイル向け（低電圧版・超低電圧版）：Panther Lake